# Aplysina aerophoba
Espèce
La Vérongia (Aplysina aerophoba) est une espèce d'éponges de la famille des Aplysinidés.

## Étymologie
Le nom vernaculaire, Vérongia, vient de son premier nom de genre, non valide. Le nom de l'espèce aerophoba vient du fait que cette éponge noircit rapidement si elle est ramenée à la surface.

## Habitat
Cette espèce de Démosponge est endémique des côtes méditerranéennes françaises et occupe les grottes sous-marines et les fonds rocheux en eaux peu profondes (jusqu'à 20 m sous la surface de l'eau).